# Tesla (företag)
Tesla, Inc., tidigare Tesla Motors, är ett amerikanskt bil- och energiföretag med verksamhet inom elbilar, komponenter till elektriska drivlinor, solceller samt batterilösningar för både hushåll och energibolag.
Företaget grundades år 2003 och har fått sitt namn efter fysikern och uppfinnaren Nikola Tesla. Teslas uttalade mål är att påskynda världens övergång till hållbar energi. Företaget är en av de första biltillverkare att inkludera så kallade autopilot-funktioner – däribland autostyrning, automatiskt körfältsbyte och autoparkering. Bland företagets bilmodeller finns Tesla Roadster, Tesla Model S, Tesla Model X, Tesla Model 3, Tesla Model Y och Tesla Cybertruck. Den 1 december 2021 flyttade Tesla sitt huvudkontor från Palo Alto i Kalifornien till Austin i Texas.
Tesla har varit föremål för stämningar, bojkotter, myndighetsgranskningar och kritik i media. Detta har sin grund i anklagelser om flera fall av repressalier mot visselblåsare, kränkningar av arbetstagares rättigheter såsom sexuella trakasserier och fackfientlig verksamhet, säkerhetsbrister som lett till ett stort antal återkallelser samt kontroversiella uttalanden från företagets VD Elon Musk. I juni 2025 svartlistades Tesla av Sjunde AP-fonden.

## Fordonsmodeller

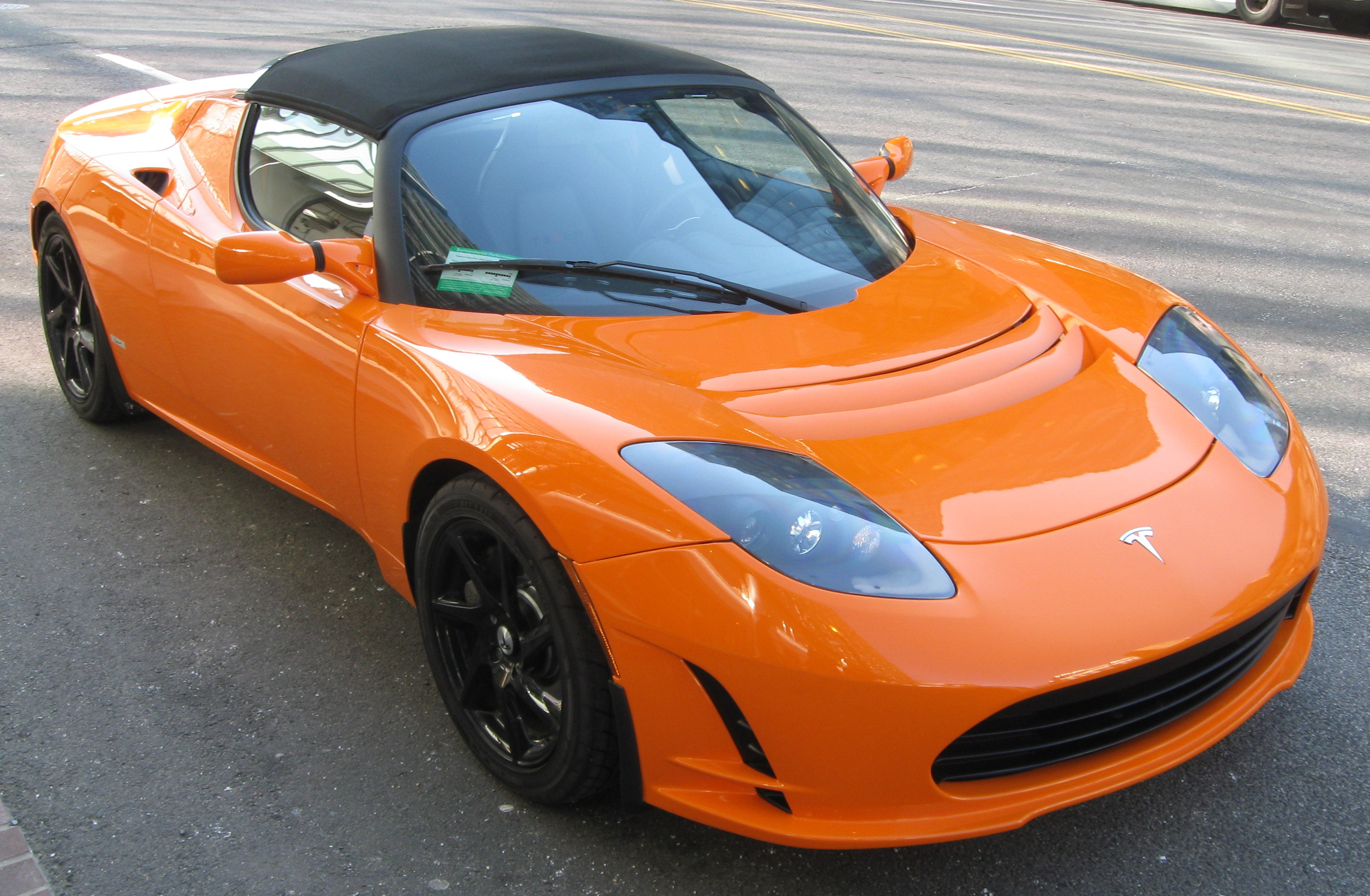
Tesla Roadster (foto 2011).

### Utgångna modeller

#### Tesla Roadster (2008–2012)
Tesla Roadster var företagets första modell, en sportig cabriolet som lanserades 2008. Bilens chassi byggdes av Lotus och Tesla stod för batterierna och drivningen. Det som utmärkte Tesla Roadster från många andra elbilar var dess räckvidd. Tesla Roadster hade en räckvidd på cirka 400 kilometer och var den första elektriskt drivna sportbilen. Toppfarten var 201 km/h och den accelererade från 0–100 km/h på 3,7 sekunder. Bilen såldes både i Nordamerika och Europa. En ersättare för bilen väntas i slutet av 2024.

### I produktion

#### Model S (2012)

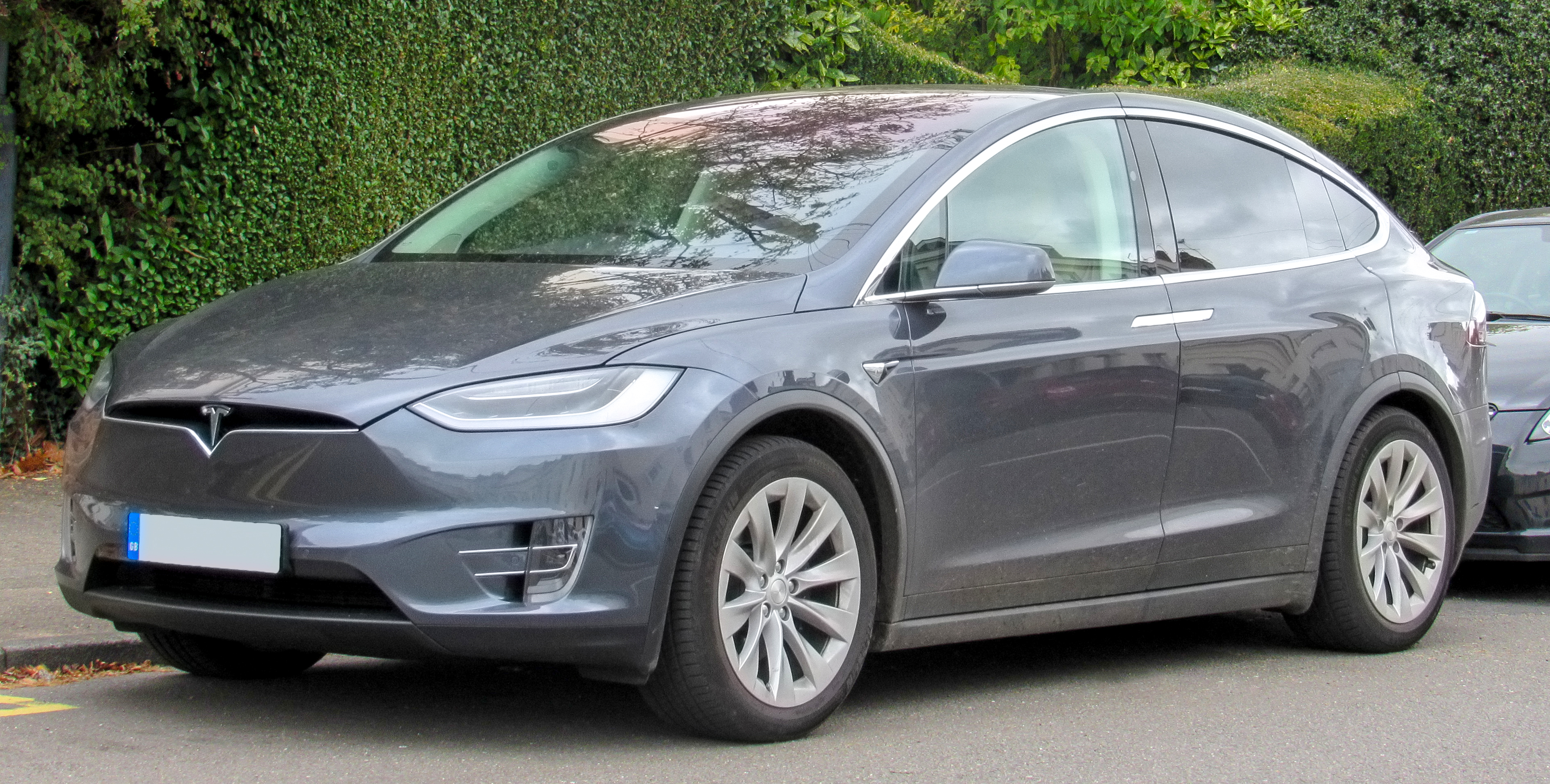
Tesla Model X 100D, 2017 års modell.

Tesla Model S är en 5-dörrars halvkombi med ett 60, 75, 85, 90 eller 100 kWh litiumjonbatteri. 100 kWh-modellen klarar ungefär 485 km på en laddning beroende på fart och väder. Bilen konkurrerar med modeller som BMW 5-serie. Bilen började säljas i USA i juni 2012, ett år efter den ursprungliga planen. Bilen har utnämnts till "årets bil" eller liknande av ett antal motortidningar och flera månader varit den bäst säljande bilen i Norge under 2013 och 2014. I slutet av 2015 fanns det över 1 000 svenskregistrerade Tesla Model S. Model S blev 2017 även den vanligaste elbilen i Sverige efter att ha passerat Nissan Leaf.

#### Model X (2015)

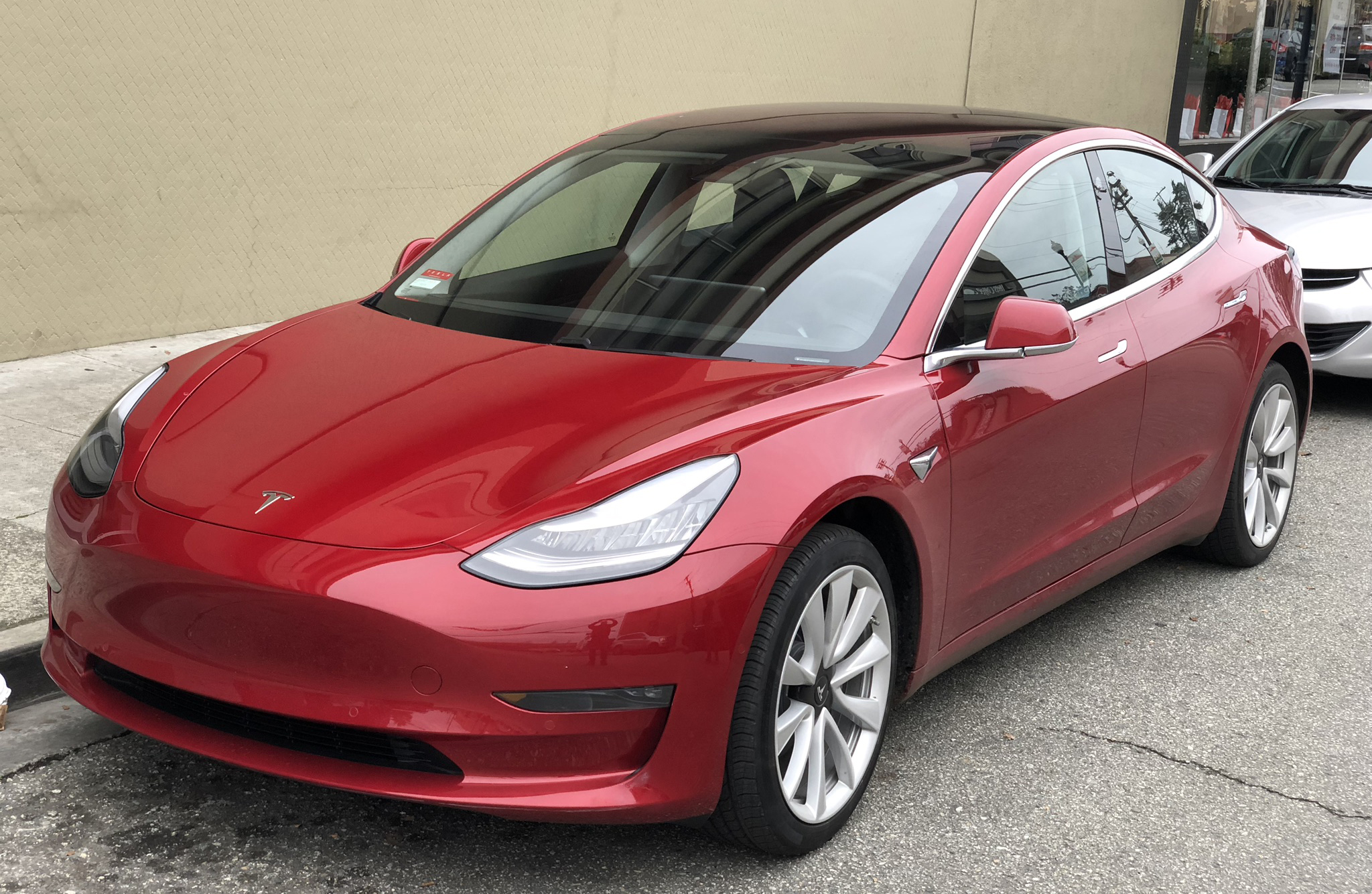
Tesla Model 3.

Tesla Model X är en crossover utility vehicle som började säljas i USA i september 2015, med fullskalig produktion 2016. Bilen har ett batteripack på 75 eller 100 kWh. Beroende på tillval kan Model X accelerera från 0–100 km/h på 3,4, 4,0, 5,0 respektive 6,4 sekunder. Model X har så kallade Falcon Wing-dörrar (måsvingedörrar) och dörrarna kan öppnas i princip varsomhelst tack vare ett flertal sensorer runtom fordonet som förser fordonets dator med data om omgivningen. Datorn räknar ut exakt hur dörrarna ska öppnas.

#### Model 3 (2017)

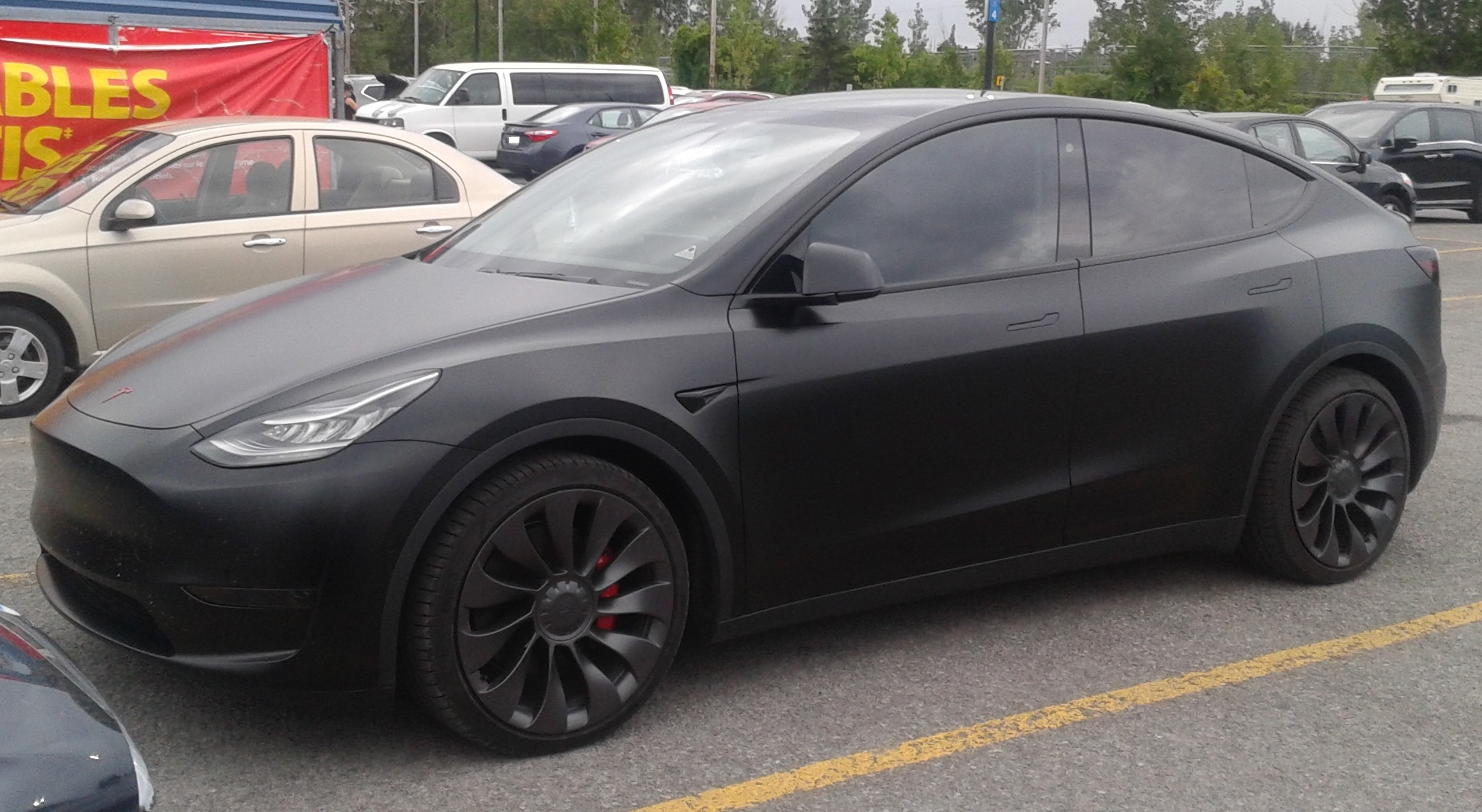
Tesla Model Y.

Tesla Model 3 är en 4-dörrars sedan i premiumsegmentet med 5 sittplatser. Bilen har i grundutförande en räckvidd på cirka 448 km, enligt WLTP upp till 614 km. Model 3 är Teslas modell med lägst inköpspris och med effektivare motorer och lågt luftmotstånd vilket anges ge lägre driftkostnader.
Model 3 anges accelerera från 0 till 100 km/h på 3,3 sekunder. Det lägre priset på Model 3 uppnås genom minskade kostnader för batterier från fabriken Gigafactory samt att modellen är cirka 20 procent mindre än Model S. Bilen visades upp 2016 och leveranser påbörjades i USA 28 juli 2017.

#### Model Y (2020)
Tesla Model Y är ett kompakt crossover utility vehicle. Prototypen presenterades i mars 2019. Produktionen i Tesla Factory i Fremont påbörjades i januari 2020 och leveranserna påbörjades 13 mars 2020. Detta är den andra biltypen baserad på Tesla Model 3 sedan-plattformen. Model Y kommer att erbjuda platser på en tredje rad i bilen, så att upp till sju passagerare ryms. Fyra varianter finns för Model Y: standard, lång räckvidd med dubbla motorer och fyrhjulsdrift samt prestanda modellen.

#### Tesla Cybertruck (2022)
Tesla Cybertruck visades upp 21 november 2019, och pilotproduktionen började i juli 2023, efter att ha skjutits upp flera gånger, och leveranserna började den 30 november 2023. Tre modeller erbjuds: med bakhjulsdrift, med dubbelmotor och fyrhjulsdrift, samt med trippelmotor och fyrhjulsdrift, med EPA-räckviddsuppskattningar på 510–550 km, beroende på modell. Lastbilens yttre design, tillverkad av platta ark av omålat rostfritt stål.

### Planerade modeller

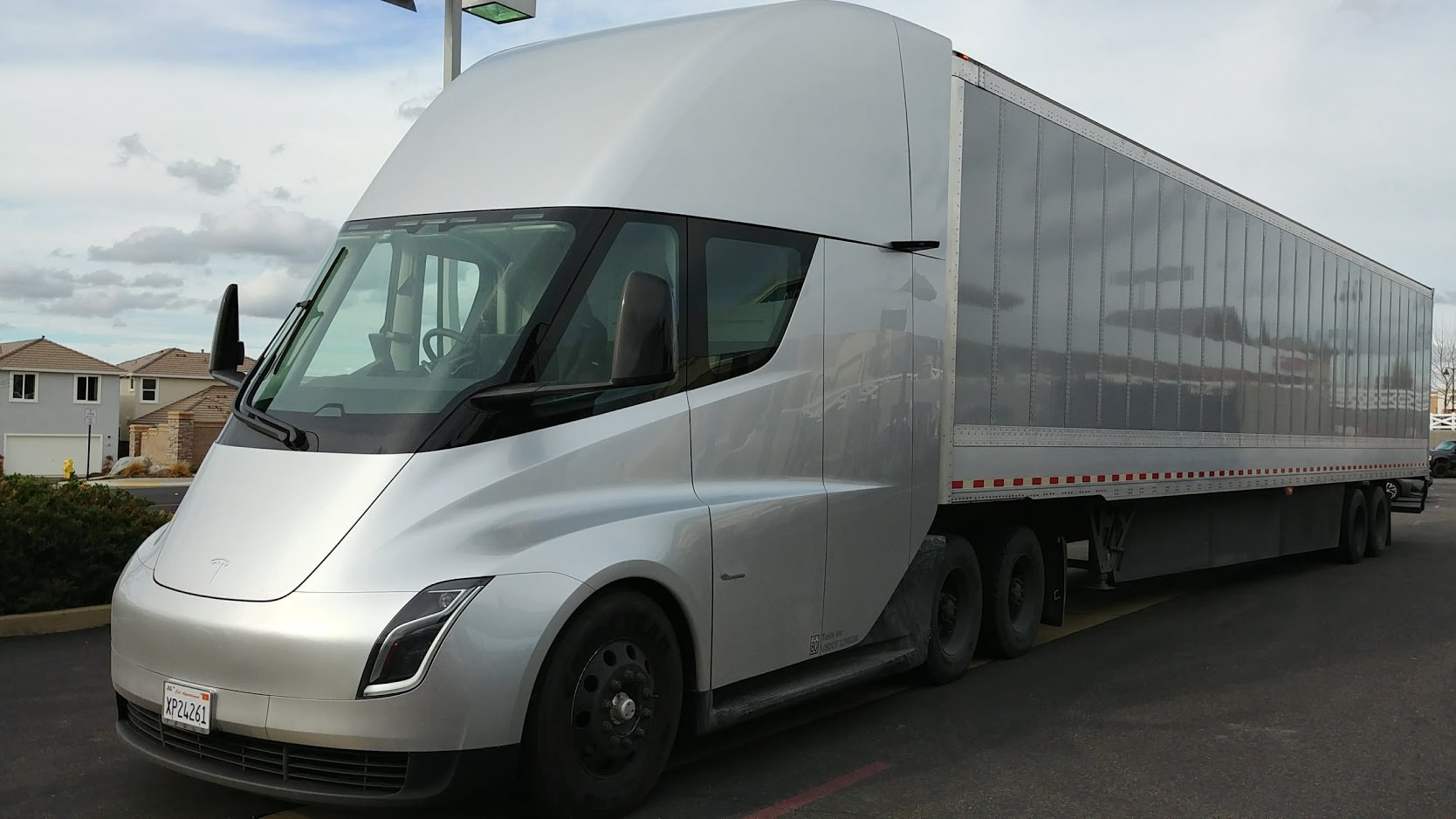
Tesla Semi, prototyp.

#### Tesla Semi (2022)

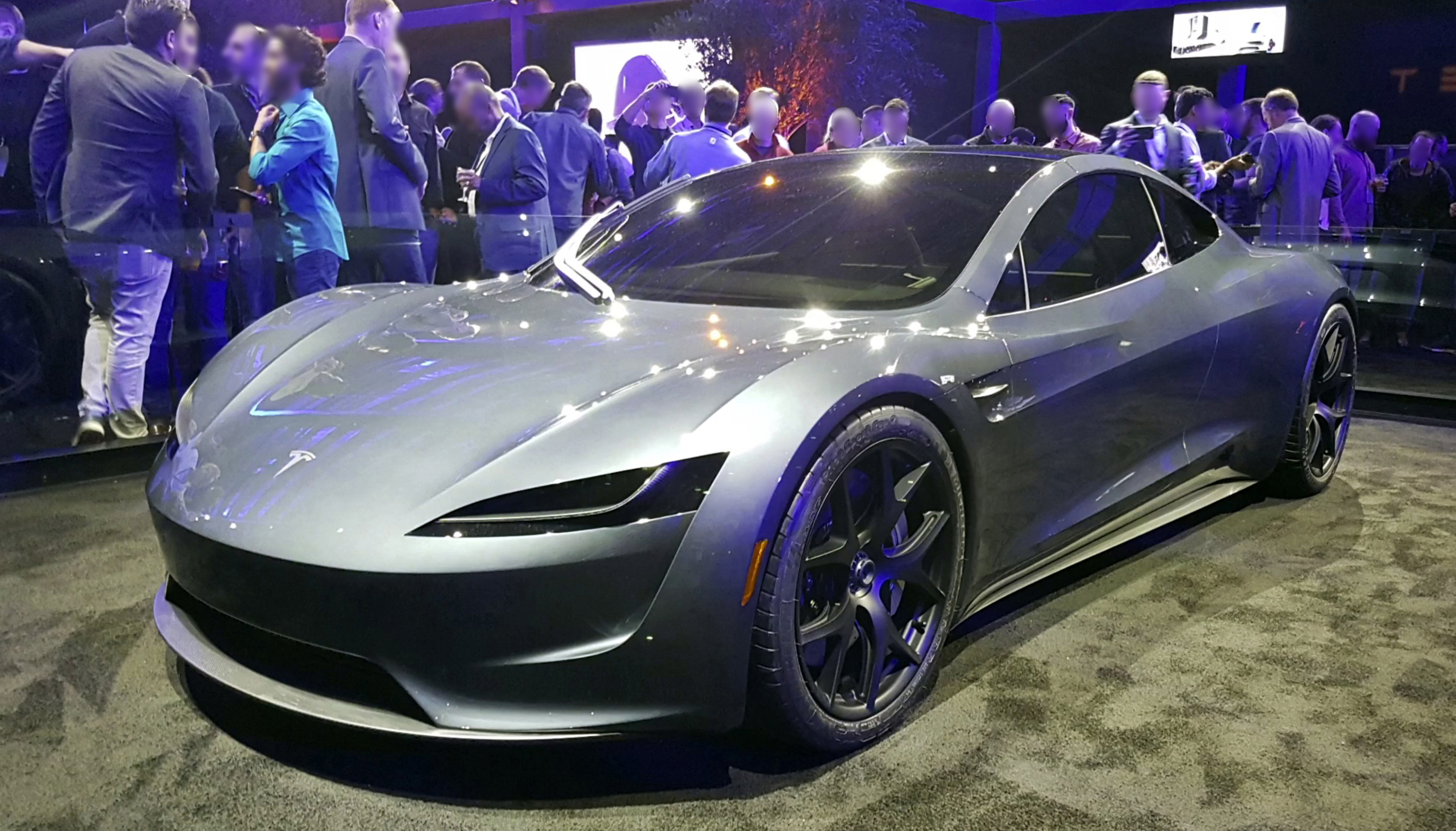
2020:s generation Tesla Roadster-prototyp som avslöjades den 16 november 2017 på Tesla Semi-konferensen.

Teslas framtida lastbilsmodell, Tesla Semi, presenterades under ett event i Kalifornien den 16 november 2017 och de första leveranserna gjordes till Pepsico den 1 december 2022. I december 2023 är lastbilen fortfarande i pilotproduktion. Det är en helelektrisk tung lastbil som klarar transporter av upp till 36,3 tons last när den används som långtradare. Två versioner kommer finnas tillgängliga, en med 800 km räckvidd och en med 500 km räckvidd. Eldriften anges ge förbättrad backtagningsförmåga, där Semi anges kunna hålla 105 km/h kontinuerlig hastighet uppför en 5 % lutning. Övriga egenskaper är en extra tålig vindruta, centrerad körposition med 2 pekskärmar och en låg tyngdpunkt på grund av batteripaketets låga placering, vilket bidrar till förbättrad väghållning och säkerhet. Samtliga Semi avses att levereras med Teslas "Uppgraderade Autopilot", vilket möjliggör konvojkörning som ger sänkta driftskostnader. Lastbilen kommer att kosta från $150 000 och produktionen väntas starta 2021.

#### Tesla Roadster (Gen 2, 2023)

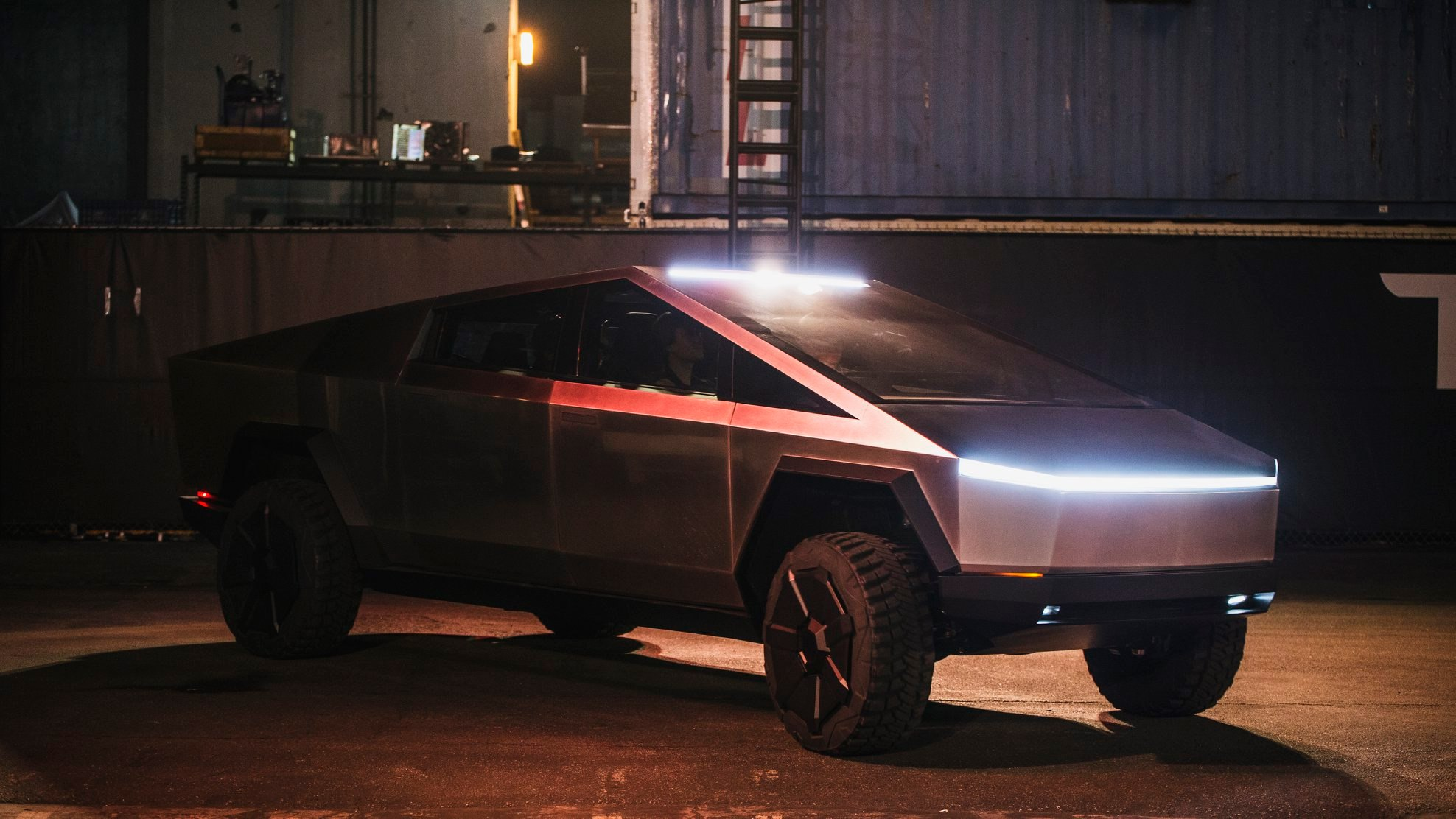
Tesla Cybertruck, prototyp.

Efterträdaren till Teslas första bilmodell med samma namn, Tesla Roadster, presenterades på den första Tesla Semi-konferensen den 16 november 2017. Produktionen planeras att påbörjas 2023.[uppföljning saknas] Jämfört med Tesla Roadster från 2008 kommer den nya generationen Tesla Roadster till större grad vara utvecklad av Tesla själva, medan till exempel chassit av 2008 års generation Tesla Roadster tillverkades av Lotus. Basmodellen kommer ha ett batteripack på 200 kWh, och kan enligt Tesla nå 1 000 km i räckvidd med motorvägsfart. När Tesla presenterade bilen i november 2017 sade det att den kunde accelerera från 0 till 97 km/h på 1,9 sekunder. Tesla Roadster kommer att kosta från 200 000 USD.

## Teknologi

### Total självkörningsförmåga (FSD)
Total självkörningsförmåga (FSD) är ett tillägg till Autopilot som marknadsförs som att det så småningom kommer att kunna utföra helt autonom körning. I slutet av 2016 förväntade sig Tesla att kunna demonstrera full autonomi vid slutet av 2017, vilket inte hade skett i mars 2023. Den första betaversionen av programvaran släpptes den 22 oktober 2020 till en liten grupp testare.

## Gigafactory
Gigafactory (även känd som Gigafactory 1) är en litiumjonackumulatorfabrik under konstruktion som startade produktionen av litiumjonbatterier år 2017. Fabriken ligger i Reno, Nevada i USA, och giga inkluderas i namnet på grund av att energiinnehållet i alla batterier som totalt produceras varje år är tänkt att vara minst 1 gigawattimme (GWh) när fabriken är färdigbyggd. Tanken med fabriken är att den genom massproduktion ska sänka priset på litiumjonbatterier med cirka 30 procent[källa behövs], vilket är viktigt för att kunna sälja billiga elbilar. Det är planerat att fabriken ska producera mer litiumjonbatterier 2020 (räknat i GWh) än den totala produktionen av litiumbatterier år 2013.[uppföljning saknas]
Teslas första bilfabrik var Tesla Fremont-fabriken.

## Tesla Energy

### Energilagring

#### Powerwall (2015)
Tesla började sommaren 2015 att sälja Powerwall-batterier till privatpersoner och företag. Två modeller fanns tillgängliga, ett mindre batteri med kapacitet för 7 kWh för 3 000 amerikanska dollar och ett större batteri med kapacitet för 10 kWh för 3 500 amerikanska dollar. Dessa batterier kan hängas på väggen, till exempel i ett garage. Batterierna har tre funktioner. Den första är att lagra el som köpts när priset på el är lågt i väntan på förbrukning senare när priset på el är högre (priset på el skiftar under varje dygn) för att spara pengar. Den andra funktionen är att lagra el som genereras av solpaneler för förbrukning senare om solpaneler under en tid genererar mer el än vad som förbrukas. Den tredje funktionen är att leverera el ifall det inte kommer någon el från elnätet, det är en så kallad "back-up".

#### Powerwall V2 (2016)
Tesla lanserade i oktober 2016 en uppdaterad version av batterilagringssystemet Powerwall. Bland nyheterna är större kapacitet, 14 kWh, och bättre stöd för kortare laddningscykler, vilket gör den bättre lämpad som komplement till solceller.[källa behövs] Powerwall kostar 61 000 kr.[källa behövs]

#### Powerpack
För storskaliga energilagringssystem tillverkar Tesla ett skalbart och modulärt system av batteripack. Varje modul har en kapacitet på 210 kWh och kan ge 50 kW effekt per modul. Systemet är vätskekylt och utomhusklassat.

### Solenergiprodukter
Tesla köpte i augusti 2016 upp det amerikanska solcellsinstallationsföretaget Solarcity. De två företagen hade sedan tidigare haft nära samarbete, till stor del beroende på att Lyndon Rive, vd för Solarcity, är kusin till Teslas vd Elon Musk. Samtidigt är Musk själv styrelseordförande i Solarcity. Uppköpet möjliggjorde en komplett produkt med solceller och batterilagring i ett integrerat system för privatpersoner. I samband med uppköpet presenterade Tesla och Solarcity en ny version av Powerwall samt en takprodukt med integrerade solceller, samtidigt som utseendet är snarlikt ett traditionellt tak, kallat Tesla Solar Roof. Solar Roof erbjuds i flera utföranden med olika utseende. För den amerikanska marknaden erbjuds även traditionella solcellsinstallationer via Solarcity.

## Tidslinje för produktion
Den december 9 mars 2020 producerade företaget sin miljonte elbil. Totalt antal Teslas sålda från dess start 2008 till dec 2023): 5 847 642 fordon.

- Model S
- Model X
- Model S/X
- Model 3
- Model 3/Y

## Bolagsstyrelse
- Robyn Denholm – Styrelseordförande
- Elon Musk – VD och produktarkitekt för Tesla.
- Ira Ehrenpreis
- Larry Ellison
- Antonio J. Gracias
- Steve Jurvetson
- James Murdoch
- Kimbal Musk
- Kathleen Wilson-Thompson

## Klagomål och kritik

### Dataintegritet
Enligt Mozillas är Tesla "den värsta syndaren i ligan".

### Kollektivavtalstvisten
IF Metall vill ha kollektivavtal på Teslas bilverkstäder i Sverige, som ägs och drivs av dotterbolaget TM Sweden. Efter en dryg veckas strejk körde förhandlingarna fast den 7 november 2023. Strejkbrytare anges förekomma på Tesla i Malmö och sympatiåtgärder inleddes av hamnarbetare (blockad mot lossning av nya Teslabilar) och elektriker. Även distributionen av registreringsskyltar och reservdelar via Postnord stoppades genom sympatiåtgärder från LO-förbundet Seko och TCO-förbundet ST. Teslastrejken har rönt stor internationell uppmärksamhet.

#### Tyskland
Även på Teslas anläggning i Berlin (Gigafactory Berlin-Brandenburg (Giga Berlin)) förekommer facklig problematik (exempelvis i oktober 2021 erbjöd Tesla anställda 20 percent lägre lön än motsvarande kollektivavtal vid andra tyska bilfabriker).

### Sexuella trakasserier
År 2021 trädde sju kvinnor fram med vittnesmål om omfattande sexuella trakasserier och diskriminering vid Teslas fabrik i Fremont, där de beskrev en arbetsmiljö präglad av ovälkomna närmanden, tafsande och sexistiska kommentarer – ofta utan stöd från HR, då cheferna själva deltog. Även om Elon Musk inte är direkt anklagad, kopplar kvinnorna kulturen av övergrepp till hans beteende och offentliga uttalanden. I maj 2022 beslutade en domare i Kalifornien att stämningen kunde prövas i domstol.